# Philipp Benfey (Jurist)
Philipp Benfey (* 9. Mai 1865 in Hannover; † 4. Januar 1928 ebenda) war ein deutscher Jurist, Rechtsanwalt, Justizrat und Bürgervorsteher sowie Pflichtverteidiger für den Massenmörder Fritz Haarmann.

## Leben
Geboren in der Residenzstadt des seinerzeitigen Königreichs Hannover als Sohn des Advokaten Julius Benfey aus jüdischer Familie, legte Philipp Benfey sein Abitur am Lyceum I, dem späteren Ratsgymnasium, ab.
Nach seinem Studium der Rechtswissenschaften ließ sich Benfey 1894 als Rechtsanwalt in seiner Heimatstadt Hannover nieder.
Noch zur Zeit des deutschen Kaiserreichs schied Philipp Benfey 1907 aus der jüdischen Gemeinde aus. Er engagierte sich im hannoverschen Zweigverein des Roten Kreuzes, organisierte während des Ersten Weltkrieges „[...] die Errichtung von Vereins-Lazaretten und beteiligte sich an der Bahnhofsfürsorge für Soldaten“.
Zu Beginn der Weimarer Republik wurde Benfey 1919 zum hannoverschen Bürgervorsteher gewählt, ein Amt, das er bis 1924 wahrnahm. Als „Mitglied der Fraktion bürgerliche Mitte“ setzte er sich beispielsweise für den Bau des städtischen Krematoriums ein, stimmte jedoch gegen die Vereinigung Hannovers mit der seinerzeitigen Industriestadt Linden.
Unterdessen war Benfey 1920 zum Notar ernannt worden. Eine besondere Auszeichnung war der ihm verliehene Ehrentitel als Justizrat.
Im sogenannten „Haarmann-Prozess“ (4. bis 19. Dezember 1924) übernahm Benfey die Pflichtverteidigung des Hauptangeklagten und Serienmörders Fritz Haarmann, der laut Urteil zwischen 1918 und 1924 im Mindesten 24 männliche Jugendliche im sexuellen Rausch ermordet, ihre Leichen anschließend zerstückelt und teilweise in der Leine versenkt hatte. Nach Auffassung des kritischen Prozessbeobachters Theodor Lessing versagte Benfey jedoch bei der Klärung sowohl der Tatmotive Haarmanns als auch der sozialen Hintergründe der Verbrechen.